# Yuanyan
L'ère Yuanyan, ou Yuan-yan (12 av. J.-C. - 9 av. J.-C.) (chinois : 元延 ; pinyin : Yuányán ; litt. « prolongation de la fondation ») est la sixième ère chinoise de l'empereur Chengdi de la dynastie Han.